# Monzon Diarra
Pour les articles homonymes, voir Diarra.
Monzon Diarra ou Makoro-Monzon est un roi du Royaume bambara de Ségou. Fils de Ngolo Diarra, il règne de 1790 à 1808.

## Biographie
Avant de devenir roi, Monzon Diarra lutte contre son frère Nianakoro pour accéder au pouvoir après la mort de leur père Ngolo Diarra. La victoire est remportée par Monzon, qui châtie le roi Desse Coulibaly du Kaarta pour avoir soutenu son frère. Monzon est un roi travailleur soucieux du bien de son royaume.
Il l'agrandit en envahissant le Kaarta voisin et en s'emparant de Guémou. Il bat les Mossis et confirme ainsi son autorité sur Tombouctou.
Avant sa mort Monzon combat le roi magicien redoutable Bassi Diakité de Samanyana sans pouvoir s'emparer de son royaume qui sera conquis par son fils Da Diarra après sa mort.